# Anomalochrysa sylvicola
Anomalochrysa sylvicola is een insect uit de familie van de gaasvliegen (Chrysopidae), die tot de orde netvleugeligen (Neuroptera) behoort. 
Anomalochrysa sylvicola is voor het eerst wetenschappelijk beschreven door Perkins in Sharp in 1899.